# Arundinella berteroniana
Arundinella berteroniana är en gräsart som först beskrevs av Schult., och fick sitt nu gällande namn av Albert Spear Hitchcock och Mary Agnes Chase. Arundinella berteroniana ingår i släktet Arundinella och familjen gräs. Inga underarter finns listade i Catalogue of Life.